# Grand Prix Mexika 1963
Grand Prix Mexika 1963 (oficiálně II Gran Premio de Mexico) se jela na okruhu Autódromo Hermanos Rodríguez v Mexico City v Mexiku dne 27. října 1963. Závod byl devátým v pořadí v sezóně 1963 šampionátu Formule 1.

## Závod
| Poř.   | No. | Jezdec                  | Konstruktér    | Počet kol | Čas/Odstoupení    | Pořadí na startu | Body |
| ------ | --- | ----------------------- | -------------- | --------- | ----------------- | ---------------- | ---- |
| 1      | 8   | Jim Clark               | Lotus-Climax   | 65        | 2:09:52.1         | 1                | 9    |
| 2      | 5   | Jack Brabham            | Brabham-Climax | 65        | + 1:41.1          | 10               | 6    |
| 3      | 2   | Richie Ginther          | BRM            | 65        | + 1:54.7          | 5                | 4    |
| 4      | 1   | Graham Hill             | BRM            | 64        | + 1 kolo          | 3                | 3    |
| 5      | 11  | Jo Bonnier              | Cooper-Climax  | 62        | + 3 kola          | 8                | 2    |
| 6      | 6   | Dan Gurney              | Brabham-Climax | 62        | + 3 kola          | 4                | 1    |
| 7      | 22  | Hap Sharp               | Lotus-BRM      | 61        | + 4 kola          | 16               |      |
| 8      | 16  | Jim Hall                | Lotus-BRM      | 61        | + 4 kola          | 15               |      |
| 9      | 14  | Jo Siffert              | Lotus-BRM      | 59        | + 6 kol           | 9                |      |
| 10     | 12  | Carel Godin de Beaufort | Porsche        | 58        | + 7 kol           | 18               |      |
| 11     | 13  | Moisés Solana           | BRM            | 57        | Motor             | 11               |      |
| Ret    | 25  | Phil Hill               | ATS            | 46        | Zavěšení          | 17               |      |
| Ret    | 24  | Lorenzo Bandini         | Ferrari        | 36        | Zapalování        | 7                |      |
| Ret    | 3   | Bruce McLaren           | Cooper-Climax  | 30        | Motor             | 6                |      |
| Ret    | 10  | Pedro Rodríguez         | Lotus-Climax   | 26        | Zavěšení          | 20               |      |
| Ret    | 17  | Masten Gregory          | Lola-Climax    | 23        | Zavěšení          | 14               |      |
| DSQ    | 23  | John Surtees            | Ferrari        | 19        | Ulitý start       | 2                |      |
| Ret    | 9   | Trevor Taylor           | Lotus-Climax   | 19        | Motor             | 12               |      |
| Ret    | 26  | Giancarlo Baghetti      | ATS            | 12        | Motor             | 21               |      |
| Ret    | 18  | Chris Amon              | Lotus-BRM      | 9         | Převodovka        | 19               |      |
| Ret    | 4   | Tony Maggs              | Cooper-Climax  | 7         | Motor             | 13               |      |
| DNQ    | 20  | Frank Dochnal           | Cooper-Climax  |           | Nehoda v tréninku |                  |      |
| WD     | 7   | Walt Hansgen            | Lotus          |           |                   |                  |      |
| WD     | 15  | Innes Ireland           | Lotus-BRM      |           | Zranění           |                  |      |
| WD     | 19  | Thomas Monarch          | Lotus-Climax   |           |                   |                  |      |
| Zdroj: |     |                         |                |           |                   |                  |      |

## Průběžné pořadí po závodě
Pohár jezdců
|        | Pořadí | Jezdec         | Body    |
| ------ | ------ | -------------- | ------- |
|        | 1      | Jim Clark      | 54 (64) |
|        | 2      | Richie Ginther | 29 (34) |
|        | 3      | Graham Hill    | 25      |
|        | 4      | John Surtees   | 22      |
|        | 5      | Bruce McLaren  | 14      |
| Zdroj: |        |                |         |

Pohár konstruktérů
|        | Pořadí | Konstruktér    | Body    |
| ------ | ------ | -------------- | ------- |
|        | 1      | Lotus-Climax   | 54 (65) |
|        | 2      | BRM            | 36 (41) |
|        | 3      | Ferrari        | 24      |
| 1      | 4      | Brabham-Climax | 24      |
| 1      | 5      | Cooper-Climax  | 23      |
| Zdroj: |        |                |         |